# ブタレ
ブタレ（Butare）は、ルワンダの南部に位置する都市。ブタレ県の中心都市でもあった（2006年1月1日、ブタレ県は南部州に再編された）。ブタレはまた、フエ（Huye）とも呼ぶ。人口は62,823人（2022年国勢調査）。はじめ、ベルギーがルワンダを植民した際、ブタレは王妃アストリッドの名から「アストリダ」と名付けられた。

## 学術都市としてのブタレ
ルワンダの首都キガリが政治の中心地であるのに対し、ブタレはルワンダの学術都市として発展してきた。現在ブタレにはルワンダ国立大学があるが、この大学は、フランス語と英語の2カ国語で行われている。1990年代初期、ルワンダの文化史について詳しく展示されているルワンダ国立美術館がブタレに建てられた。観光者用案内にはこの美術館が東アフリカでもっとも美しい美術館であると載っている。

## 姉妹都市
- ウェヴェルヘム（フランス語版） (  ベルギー)
- カストル (  フランス)